# Luxembourg Institute of Socio-Economic Research
Luxembourg Institute of Socio-Economic Research (LISER) – luksemburskie naukowe centrum badawcze w Esch-sur-Alzette, będące pod jurysdykcją Ministerstwa Szkolnictwa Wyższego i Badań Naukowych. Zajmuje się tematami biedy, nierówności społecznych, zdrowia, warunkami mieszkaniowymi i innymi zagadnieniami dotyczącymi społeczeństwa.
Roczny budżet instytutu wynosi 18 600 000 €, z czego 60% pochodzi od Rządu, a 40% ze środków finansowania projektów.

## Historia
Instytut powstał 10 listopada 1989 jako Centre for Population, Poverty and Public Policy Studies (fr. Centre d´Etudes de Populations, de Pauvreté et de Politiques Socio-Economiques auprès du Ministre d´Etat).
3 grudnia 2014 roku Centre for Population, Poverty and Public Policy Studies zmieniło nazwę na Luxembourg Institute of Socio-Economic Research.